# Квітникарська вулиця
Квітника́рська ву́лиця — зникла вулиця, що існувала в Подільському районі міста Києва, місцевість Вітряні гори. Пролягала від Галицької вулиці до Зустрічного провулку.
Прилучалася Зустрічна вулиця.

## Історія
Вулиця виникла в 1-й половині XX століття під назвою Новозапа́динська. Назву Квітникарська набула у 1977 році. 
Ліквідована у зв'язку зі зміною забудови наприкінці 1970-х — на початку 1980-х років.